# إبشادي
إبشادي إحدى قرى مركز الشهداء التابع لمحافظة المنوفية في جمهورية مصر العربية، ويحدها قرى كفر الشبع وأبو كلس ودنشواي وزاوية البقلي ودناصور وكفر السوالمية.

## التاريخ
ذكرها علي مبارك في كتابه الخطط التوفيقية باسم «ابشادة»، حيث قال أنها كانت من المدن الكبرى قبل الفتح الإسلامي، وأنه مقرًا لأسقفية ورجح أنها في موقع مدينة رومانية كانت تسمى «انطقيوس»، وأن اسمها الأصلي كان «ابشاتي» وحُرّف إلى الاسم الحالي، إلا أنه اندثر ذكرها في الفترة العربية.

## السكان
بلغ عدد سكان إبشادي 3,249 نسمة، حسب الإحصاء الرسمي لعام 2006.